# Malmîsanij

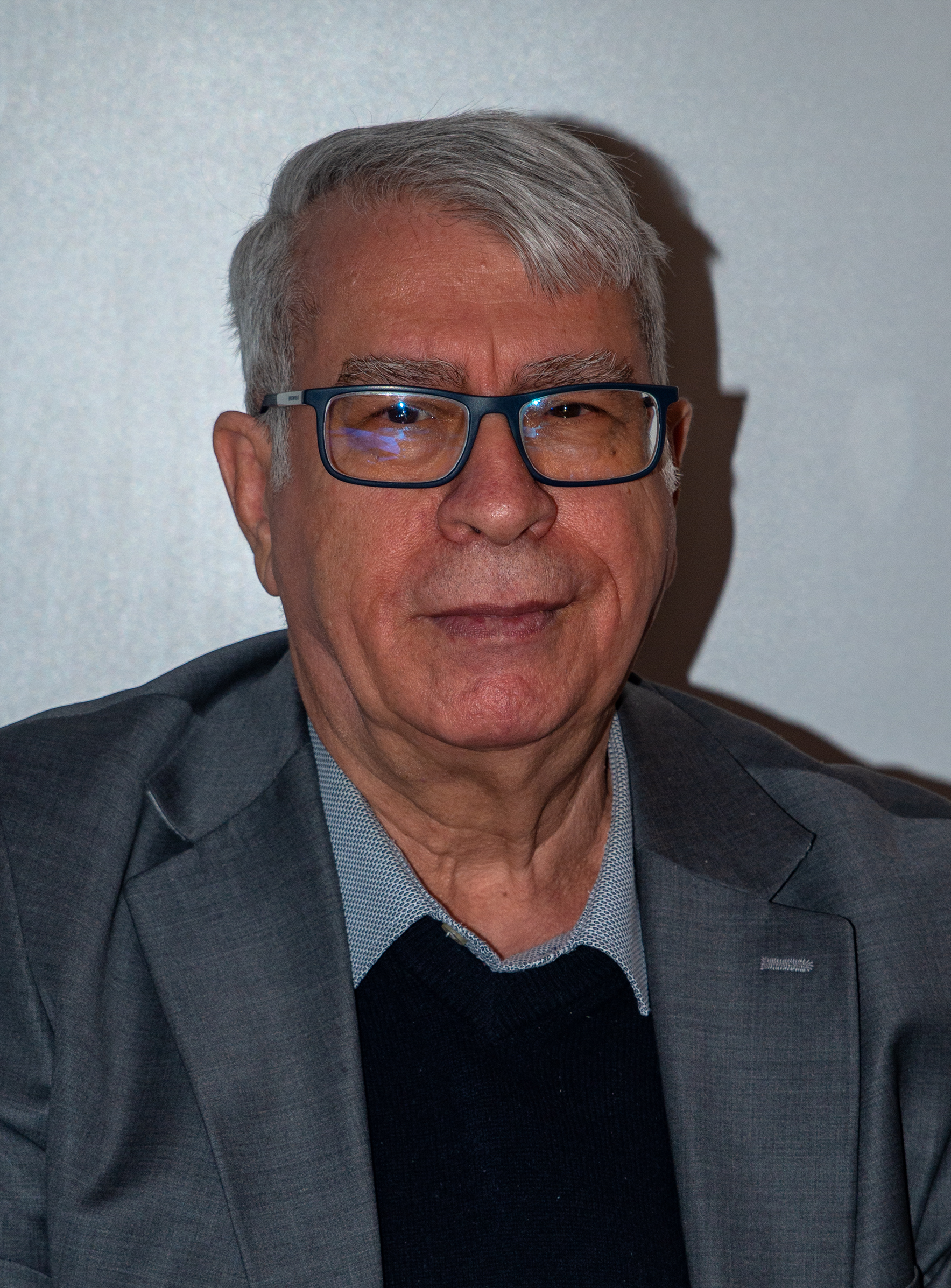
Malmîsanij

Malmîsanij mit bürgerlichen Namen Mehmet Tayfun (* 1952 in Diyarbakır) ist ein kurdischer Schriftsteller und Autor. Er besuchte die Universität Ankara und wurde wegen politischer Aktivitäten zwischen den Jahren 1975 und 1981 dreimal verhaftet. 1982 ging er nach Schweden. Im Ausland setzte er sein Studium fort und studierte Iranistik an der Sorbonne, iranische Sprachen an der Universität Uppsala und Folk Education an der Universität Linköping. Nebenbei schloss er mit einem Master an der Göteborg Universität ab.
Malmîsanij schreibt meistens in Zazaisch und nebenbei auf Türkisch. Nach den Schriftstellern Ehmedê Xasi und Usman Efendiyo Babiji, die Ende des 19. und Anfang des 20. Jahrhunderts schrieben, ist Malmîsanij der erste, der wieder zazaische Literatur schuf. In den 1970ern gab er mit einigen Freunden die Zeitschrift Tirêj heraus, die zur Hälfte auf Zazaisch und zur Hälfte in Kurmandschi erschien. 1987 gab er das erste Wörterbuch für Zazaisch raus.
Ein weiteres Verdienst war es, dass er die Werke von Xasi und Babiji aus der arabischen in die lateinische Schrift transkribierte. Er übersetzte auch persische und türkische Bücher ins Zazaische. Daneben wirkte und wirkt er in mehreren Zeitschriften mit u. a.:
- Tirej (Izmir)
- Hevi (Paris)
- Armanc (Stockholm)
- Car cira (Stockholm)
- Cira (Stockholm)
- Wan (Stockholm)

Zurzeit (2005) ist er Chefredakteur der Zeitschrift Vate und Vorsitzender der "Vereinigung kurdischer Autoren Schwedens".
Seine Publikationen sind:
- Yüzyılımızın Başlarında Kürt Milliyetçiliği ve Dr. Abdullah Cevdet (Der kurdische Nationalismus am Anfang unseres Jahrhunderts und Dr. Abdullah Cevdet), Uppsala, 1986
- Ferhengê Dimilkî-Tirkî (Wörterbuch Zazaisch - Türkisch), Uppsala, 1987; Istanbul, 1992 (Zazaisch)
- Herakleîtos, Uppsala, 1988, (Zazaisch)
- Li Kurdistana Bakur û Li Tirkiyê Rojnamegeriya Kurdî (1908–1992), Ankara, 1992 (Malmîsanij & Mahmûd Lewendî)
- Folklorê Ma ra Çend Numûney, Uppsala, 1991; Îstanbul, 2000 (Zazaisch)
- Said-i Nursi ve Kürt Sorunu, Stockholm, 1991; Istanbul, 1991
- Abdurrahman Bedirhan Ve İlk Kürt Gazetesi Kürdistan sayı: 17 ve 18, Stockholm, 1992
- Bitlisli Kemal Fevzi ve Kürt Örgütleri İçindeki Yeri, Stockholm, 1993; Îstanbul, 1993
- Cızira Botanlı Bedirhaniler ve Bedirhani Ailesi Derneği’nin Tutanakları, Stockholm, 1994; Istanbul, 2000
- Kırd, Kırmanc, Dımıli veya Zaza Kürtleri, Istanbul, 1996
- Ferhengekê Kirdkî-Pehlevkî-Kurmanckî, Stockholm, 1997 (Zazaisch)
- Kürt Teavün ve Terakki Cemiyeti ve Gazetesi, Stockholm, 1998; Istanbul, 1999
- Kurdiskt författarskap och kurdisk bokutgivning: bakgrund, villkor, betydelse, Stockholm, 1998

Malmîsanij transkribierte auch die Tagebücher von Celadet Ali Bedirxan in die lateinische Schrift und editiere das Buch Na Xumxuma von Koyo Berz. Einige seiner Werke wurden ins Schwedische, Französische und Arabische übersetzt.